# موسونية ثلاثية الأزهار
موسونية ثلاثية الأزهار (الاسم العلمي:Moussonia triflora) هي نوع من النباتات تتبع جنس الموسونية من الفصيلة الغزنرية.